# Kampfgeschwader zur besonderen Verwendung 2
Le Kampfgeschwader zur besonderen Verwendung 2 (KGzbV 2) (2e escadron de combat à emploi particulier) est une unité de transport de la Luftwaffe pendant la Seconde Guerre mondiale. 

## Organisation

### Stab. Gruppe
Formé le 26 août 1939 à Küpper-Sagan.

Le Stab./KGzbV 2 devient indépendant en novembre 1939, et prend le contrôle de différentes unités pendant la guerre.

En mai 1943, le Stab./KGzbV 2 est renommé Stab/TG 3.

Geschwaderkommodore (Commandant de l'escadron) :
| Début             | Fin              | Grade          | Nom                           |
| ----------------- | ---------------- | -------------- | ----------------------------- |
| 26 août 1939      | Novembre 1939    | Oberst         | Dipl.Ing. Gerhard Conrad (de) |
| Novembre 1939     | 9 septembre 1940 | Oberstleutnant | Karl Drewes                   |
| 10 septembre 1940 | 31 janvier 1941  | Oberst         | Hans Poetsch                  |
| 1er février 1941  | Décembre 1941    | Oberst         | Rüdiger von Heyking (en)      |
| 9 décembre 1941   | 8 avril 1942     | Oberst         | Rudolf Trautvetter            |
| Avril 1942        | 25 décembre 1942 | Oberst         | Arno de Salengre-Drabbe       |
| Décembre 1942     | Mai 1943         | Oberstleutnant | Walter Erdmann                |

### I. Gruppe
Formé le 26 août 1939 à Sorau avec :
- Stab I./KGzbV 2 nouvellement créé
- 1./KGzbV 2 nouvellement créé
- 2./KGzbV 2 nouvellement créé
- 3./KGzbV 2 nouvellement créé
- 4./KGzbV 2 nouvellement créé

En novembre 1939, le I./KGzbV 2 est renommé KGrzbV 12 (Kampfgruppe zur besonderen Verwendung 12) avec :
- Stab I./KGzbV 2 devient Stab/KGrzbV 12
- 1./KGzbV 2 devient 1./KGrzbV 12
- 2./KGzbV 2 devient 2./KGrzbV 12
- 3./KGzbV 2 devient 3./KGrzbV 12
- 4./KGzbV2 devient 4./KGrzbV12

Gruppenkommandeure (Commandant de groupe) :
| Début      | Fin           | Grade          | Nom               |
| ---------- | ------------- | -------------- | ----------------- |
| Avril 1940 | 1er juin 1940 | Oberstleutnant | Gustav Wilke (en) |

### II. Gruppe
Formé le 26 août 1939 à Freiwaldau avec :
- Stab II./KGzbV 2 nouvellement créé
- 5./KGzbV 2 nouvellement créé
- 6./KGzbV 2 nouvellement créé
- 7./KGzbV 2 nouvellement créé
- 8./KGzbV 2 nouvellement créé

Le II./KGzbV 2 est dissous en novembre 1939.

Gruppenkommandeure :
| Début        | Fin           | Grade          | Nom                |
| ------------ | ------------- | -------------- | ------------------ |
| 26 août 1939 | Novembre 1939 | Oberstleutnant | Rudolf Stoltenhoff |

### III. Gruppe
Formé le 26 août 1939 à Freiwaldau avec :
- Stab III./KGzbV 2 nouvellement créé
- 9./KGzbV 2 nouvellement créé
- 10./KGzbV 2 nouvellement créé
- 11./KGzbV 2 nouvellement créé
- 12./KGzbV 2 nouvellement créé

Le III./KGzbV 2 est dissous en novembre 1939.

Gruppenkommandeure :
| Début        | Fin           | Grade | Nom        |
| ------------ | ------------- | ----- | ---------- |
| 26 août 1939 | Novembre 1939 | Major | Neudörffer |

### IV. Gruppe
Formé le 26 août 1939 à Breslau-Gandau avec :
- Stab IV./KGzbV 2 nouvellement créé
- 13./KGzbV 2 nouvellement créé
- 14./KGzbV 2 nouvellement créé
- 15./KGzbV 2 nouvellement créé
- 16./KGzbV 2 nouvellement créé

Le IV./KGzbV 2 est dissous en novembre 1939. 

Gruppenkommandeure :
| Début        | Fin           | Grade          | Nom     |
| ------------ | ------------- | -------------- | ------- |
| 26 août 1939 | Novembre 1939 | Oberstleutnant | Alefeld |